# Cynorkis gymnochiloides
Cynorkis gymnochiloides là một loài thực vật có hoa trong họ Lan. Loài này được (Schltr.) H.Perrier mô tả khoa học đầu tiên năm 1931.